# Junta
Junta è il primo album ufficiale in studio del gruppo statunitense Phish. L'album venne registrato all'Euphoria Sound Studio (poi ribattezzato Sound & Vision Media) a Revere dal fonico Gordon Hookailo. Alcune delle sessioni di registrazione vennero documentate su videocassetta dal proprietario dello studio Howard Cook. Il disco fu pubblicato su cassetta alla fine del 1988, ma in pratica non fu distribuito ai negozi fino all'8 maggio 1989. Junta venne ripubblicato su cd dalla Elektra Records il 26 ottobre 1992 in una versione di 2 dischi contenente 4 tracce in più. Il 12 aprile 2012, l'album venne pubblicato su vinile dalla JEMP Records in 5000 copie numerate singolarmente in un'edizione limitata di lusso composta da 3 LP. Il titolo del disco è un omaggio al primo manager dei Phish Ben "Junta" Hunter.
L'album contiene You Enjoy Myself, uno dei brani più amati dai fan e dai membri dalla band stessa. You Enjoy Myself è la canzone che il gruppo ha eseguito dal vivo più volte in carriera: nell'agosto 2012 il brano era stato eseguito dai Phish ben 545 volte.
L'album venne certificato disco d'oro il 9 ottobre 1997 e disco di platino il 7 luglio 2004 (dati RIAA).

## Tracce
1. Fee (Anastasio) – 5:23
2. You Enjoy Myself (Anastasio) - 9:47
3. Esther (Anastasio) – 9:21
4. Golgi Apparatus (Anastasio, Marshall, Szuter, Woolf) – 4:35
5. Foam (Anastasio) - 6:50
6. Dinner and a Movie (Anastasio, Pollak) - 3:42
7. The Divided Sky (Anastasio) - 11:50
8. David Bowie (Anastasio) - 10:59
9. Fluffhead (Anastasio, Pollak) – 3:24
10. Fluff's Travels (Anastasio, Pollak) - 11:35
11. Contact (Gordon) – 6:42
12. Union Federal (Anastasio, Fishman, Gordon, McConnell) - 25:31
13. Sanity (Anastasio, Fishman, Gordon, McConnell, Pollak) - 8:22
14. Icculus (Anastasio, Marshall) - 4:24

Le tracce 11-14 furono inserite solo nelle edizioni dal 1992 in poi. Le edizioni su cassetta e vinile contengono una differente versione del brano Contact rispetto al cd.

## Formazione
- Trey Anastasio - chitarra, voce
- Page McConnell - tastiere, voce
- Mike Gordon - basso, voce
- Jon Fishman - batteria, voce